# Sanaa Benhama
Sanaa Benhama en arabe : سناء بنهامة, née le 9 janvier 1982, est une athlète paralympique marocaine spécialisée en sprint et en longueur, qui évolue en classification T13.

## Palmarès
| Date | Compétition           | Lieu         | Résultat | Discipline       | Temps   |
| ---- | --------------------- | ------------ | -------- | ---------------- | ------- |
| 2008 | Jeux paralympiques    | Pékin        | 1er      | 400 m            | 55 s 56 |
| 2008 | Jeux paralympiques    | Pékin        | 7e       | Saut en longueur | 5,05 m  |
| 2008 | Jeux paralympiques    | Pékin        | 1er      | 200 m            | 24 s 89 |
| 2008 | Jeux paralympiques    | Pékin        | 1er      | 100 m            | 12 s 28 |
| 2011 | Championnats du monde | Christchurch | 2e       | 100 m            | 12 s 54 |
| 2011 | Championnats du monde | Christchurch | 2e       | 200 m            | 25 s 35 |
| 2011 | Championnats du monde | Christchurch | 3e       | 400 m            | 57 s 44 |
| 2013 | Championnats du monde | Lyon         | 3e       | 100 m            | 12 s 77 |
| 2013 | Championnats du monde | Lyon         | 2e       | Saut en longueur | 5,53 m  |
| 2013 | Championnats du monde | Lyon         | 1er      | 200 m            | 26 s 42 |
| 2015 | Championnats du monde | Doha         | 3e       | 200 m            | 26 s 35 |
| 2015 | Championnats du monde | Doha         | 3e       | 400 m            | 59 s 86 |

## Vie privée
Elle est mariée et a un enfant.